# Rusko (músico)
Christopher Mercer (Leeds, Inglaterra, 26 de enero de 1985), más conocido como Rusko, es un DJ de música electrónica del género electro house, dubstep, brostep y drum and bass.

## Biografía
Nacido en Leeds en el seno de una familia bastante musical. Tras graduarse en música en la Universidad de Leeds, Rusko descubre el mundo del dubstep a través de Sub Dub y la primera actuación de Digital Mystikz. Tras haber pasado 10 años produciendo dub futurista junto a Iration Steppas, Rusko se queda enganchado con el sonido y decide mudarse a Londres en busca de avanzar en su carrera musical.
Rusko realizó su debut en 2006 con Dub Police y su tema promocional «SNES Dub», más tarde se unió con Caspa. En 2010 estrenó su disco OMG, de donde se desprendió los éxitos «Woo boost» y «Hold on» este último tuvo la colaboración de la artista Amber Coffman, aparte de tener un remix del DJ Sub Focus.
En 2012, estrenó su última placa discográfica titulada Songs, con canciones como «Somebody to love» y «Thunder» de la mano de la discográfica Mad Decent.
Ha remezclado algunos temas de Adele, Mike Lennon, The Prodigy, Lady Gaga, Katy Perry, Kelis entre otros.

## Discografía

### Álbumes de estudio
- 2010: OMG
- 2012: Songs

### EP
- 2007: Babylon: Vol. 1
- 2009: Babylon, Vol. 2
- 2012: Kapow EP
- 2014: Lift Me Up EP
- 2018: Has Made 5 More Songs - EP
- 2019: MEGARAD EP
- 2019: Genghis Danger - EP

#### Con Caspa
- 2007: FabricLive.37

#### ConCypress Hill
- 2012: Cypress X Rusko

### Sencillos
- «SNES Dub»
- «Acton Dread»
- «Cockney Thug»
- «Jahova»
- «Woo Boost»
- «Hold On»  (con Amber Coffman)
- «Everyday»
- «Somebody To Love»
- «Thunder»  (con Bonnie McKee)
- «Lift Me Up»